# پیوا
پیوا (به لهستانی:  Piła) یک منطقهٔ مسکونی در لهستان است که در شهرستان پیوا واقع شده‌است. پیوا ۱۰۲٫۶۸ کیلومتر مربع مساحت و ۷۵٬۰۴۴ نفر جمعیت دارد.

## خواهرخوانده
شهرهای کرونشتات، شورین، کوکسهاون و شته لورو خواهرخوانده‌های پیوا هستند.